# Federico Pistone
Federico José Pistone (Bragado, Buenos Aires, Argentina, 13 de junio de 1990) es un exfutbolista argentino. Jugaba de defensor central y su último equipo fue Argentinos Juniors. Se retiró en 2014 tras luchar tres años con una lesión degenerativa que lo obligó a retirarse.

## Trayectoria
Como juvenil, Pistone integró el plantel campeón del Torneo Clausura 2010 (Argentina), dirigido por Claudio Borghi, pero no tuvo participación dentro de la cancha.
Su ansiado debut en Primera División con Argentinos Juniors llegó el día 13/12/2011, de la mano de Pedro Troglio en la última jornada del Torneo Apertura 2010 (Argentina) en el empate de su equipo 1-1 con Club Atlético Tigre donde tuvo una buena presentación.
Durante el primer semestre de 2011, Argentinos Juniors participó de la Copa Libertadores de América donde fue inscripto en la lista de buena fe y estuvo en el banco de suplentes en algunos partidos.
Por la doble competencia, durante el Torneo Clausura 2011 (Argentina) participó de varios partidos.
En 2011 en un cruce con Arsenal de Sarandí, se lesionó un dedo del pie, que lo mantuvo fuera de las canchas durante 1 año, pero luego de volver a entrenar el dolor volvió a aparecer, y el jugador no jugó por tres años. El defensor terminó su contrato y se retiró de la actividad deportiva, por su lesión, que no le permitió volver a jugar.

## Clubes
| Club               | País      | Año       |
| ------------------ | --------- | --------- |
| Argentinos Juniors | Argentina | 2010-2014 |

## Palmarés

### Campeonatos nacionales
| Título          | Club               | País      | Año  |
| --------------- | ------------------ | --------- | ---- |
| Torneo Clausura | Argentinos Juniors | Argentina | 2010 |